# Dent de Llardana
La Dent de Llardana és una muntanya de 3.085 m d'altitud, amb una prominència de 75 m, que es troba al massís de Pocets, província d'Osca (Aragó).